# Cygnus CRS OA-8E
Cygnus CRS OA-8E — восьмая миссия грузового космического корабля снабжения Cygnus компании Orbital ATK к Международной космической станции по контракту Commercial Resupply Services с НАСА.
Кораблю присвоено имя S.S. Gene Cernan — в честь бывшего астронавта Юджина Сернана.
Первая из дополнительных миссий, заказанных НАСА после завершения изначального контракта на 7 запусков корабля.

## Запуск
Попытка запуска 11 ноября была прервана за полторы минуты до старта ракеты-носителя «Антарес» из-за самолёта, влетевшего в запретную зону. Запуск выполнен 12 ноября в 12:19 UTC.

## Сближение и стыковка
14 ноября 2017, в 10:04 UTC астронавты НАСА и ЕКА Рэндолф Брезник и Паоло Несполи осуществили захват грузовика механическим манипулятором «Канадарм2». В 12:15 UTC корабль был пристыкован к модулю «Юнити».

## Полезная нагрузка
Всего на МКС будет доставлено 3338 кг.
В герметичном отсеке корабль доставит на станцию 3229 кг полезного груза (с учётом упаковки), в том числе:
- Материалы для научных исследований — 740 кг
- Провизия и вещи для экипажа — 1240 кг
- Оборудование и детали станции — 851 кг
- Оборудование для выхода в открытый космос — 132 кг
- Компьютеры и комплектующие — 34 кг

Среди экспериментов, которые будут доставлены на МКС — исследования влияния микрогравитации на жизненный цикл резуховидки Таля и большого мучного хрущака, а также изучение симбиотических процессов клубеньковых бактерий рода Rhizobium с культурами семейства бобовых.
Также на агрегатном отсеке корабля размещён негерметичный груз (пусковая установка с 14 наноспутниками для выпуска непосредственно с корабля после отстыковки от станции), общим весом 109 кг.

## Отстыковка и завершение миссии
Корабль был отстыкован от МКС в 17:52 UTC 5 декабря 2017 года, после чего был поднят манипулятором «Канадарм2» над модулем «Гармония», где провёл проверку систем, чтобы подтвердить стабильность сигнала систем связи и получения данных GPS для будущих пилотируемых кораблей, прибывающих к зенитному порту модуля. 6 декабря 2017 года, в 13:11 UTC, после того, как корабль возвращён под МКС, астронавты НАСА Марк Ванде Хай и Джо Акаба отпустили захват манипулятора, удерживающий корабль. Поднявшись на высоту около 450 км, корабль выпустил 14 наноспутников при помощи пусковой установки NanoRacks, 6 и 7 декабря.
18 декабря 2017 года, в 12:54 UTC, после проведения различных испытаний корабля в свободном полёте, он был сведён с орбиты.

## Фотогалерея

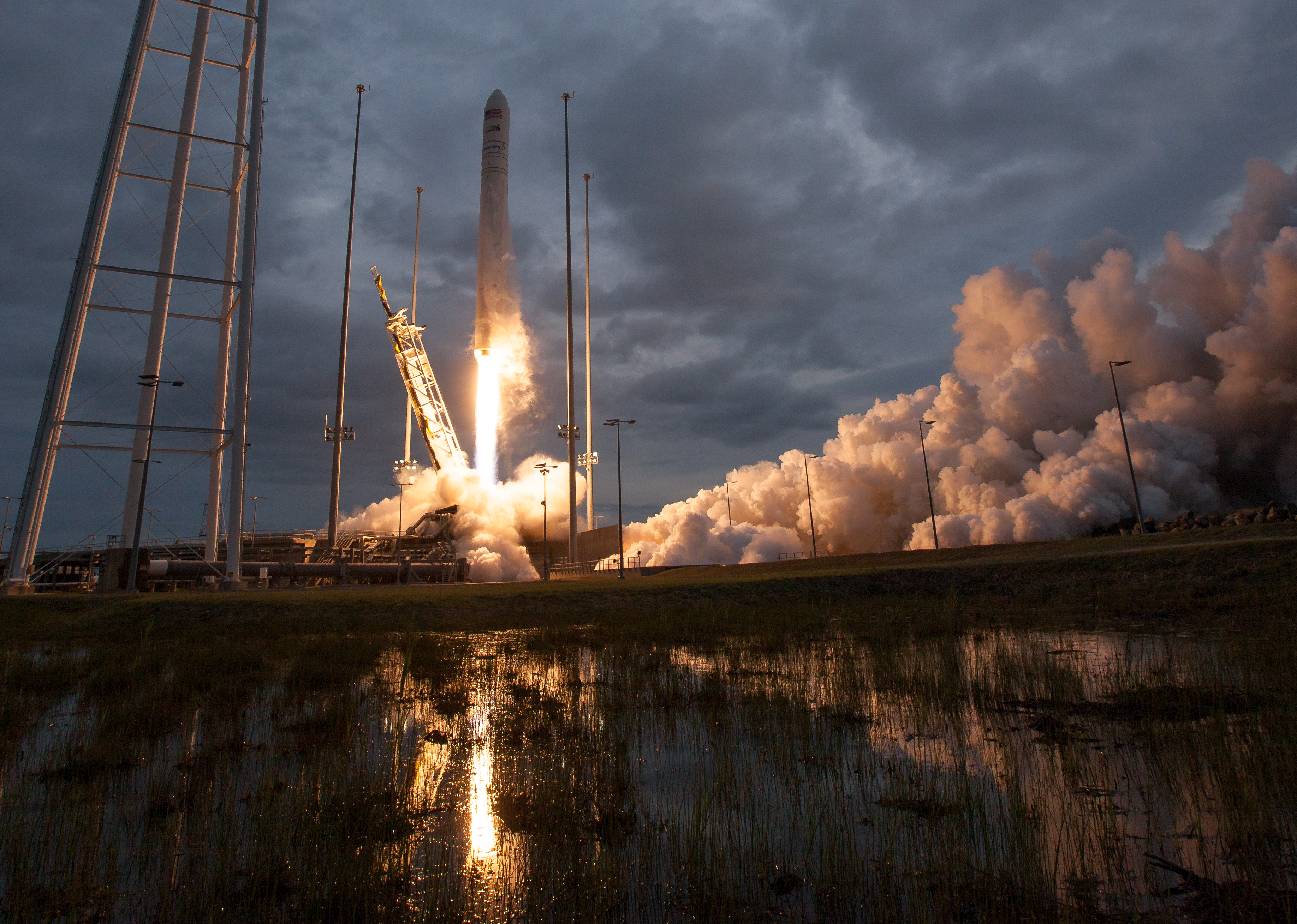
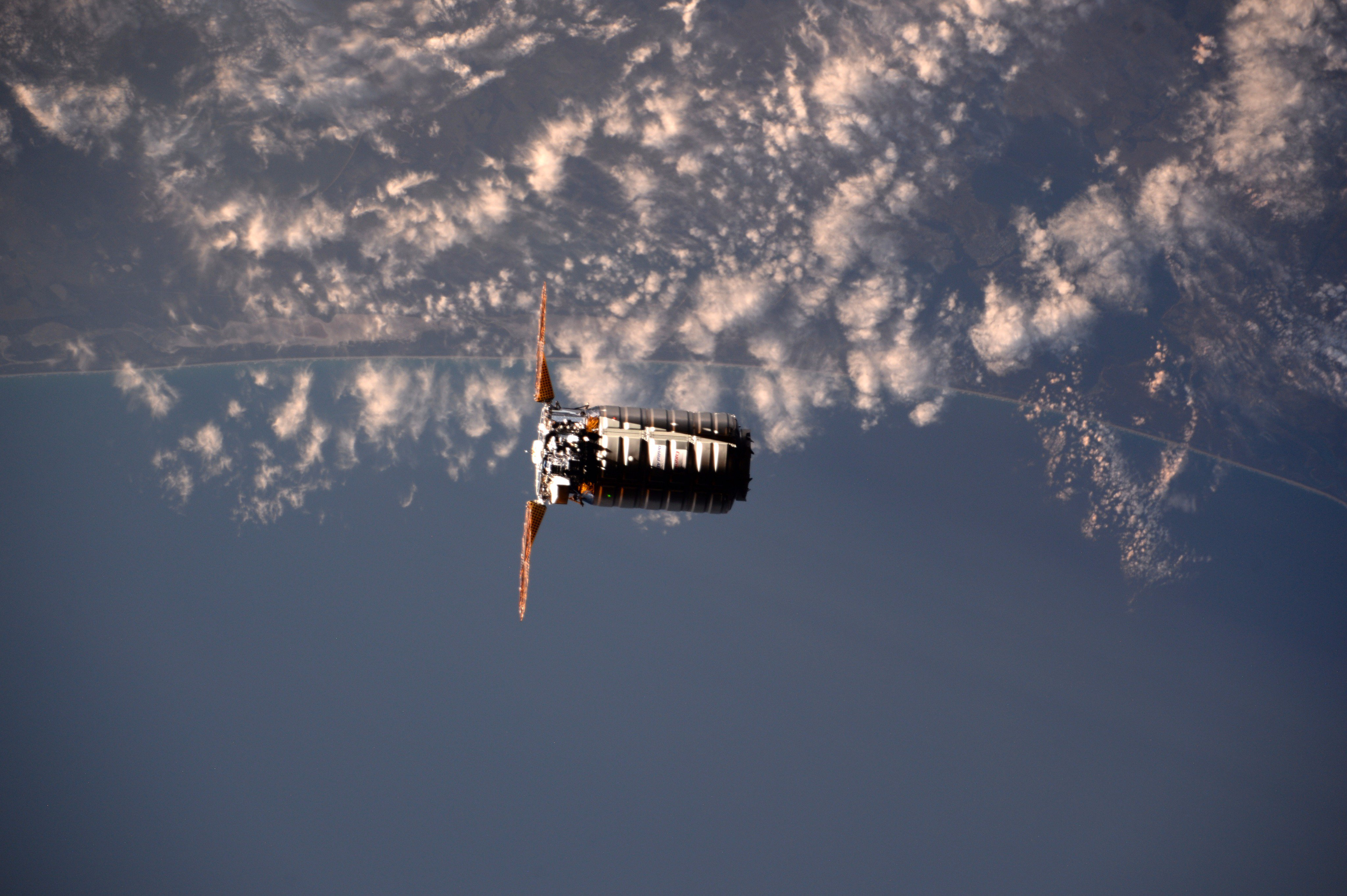
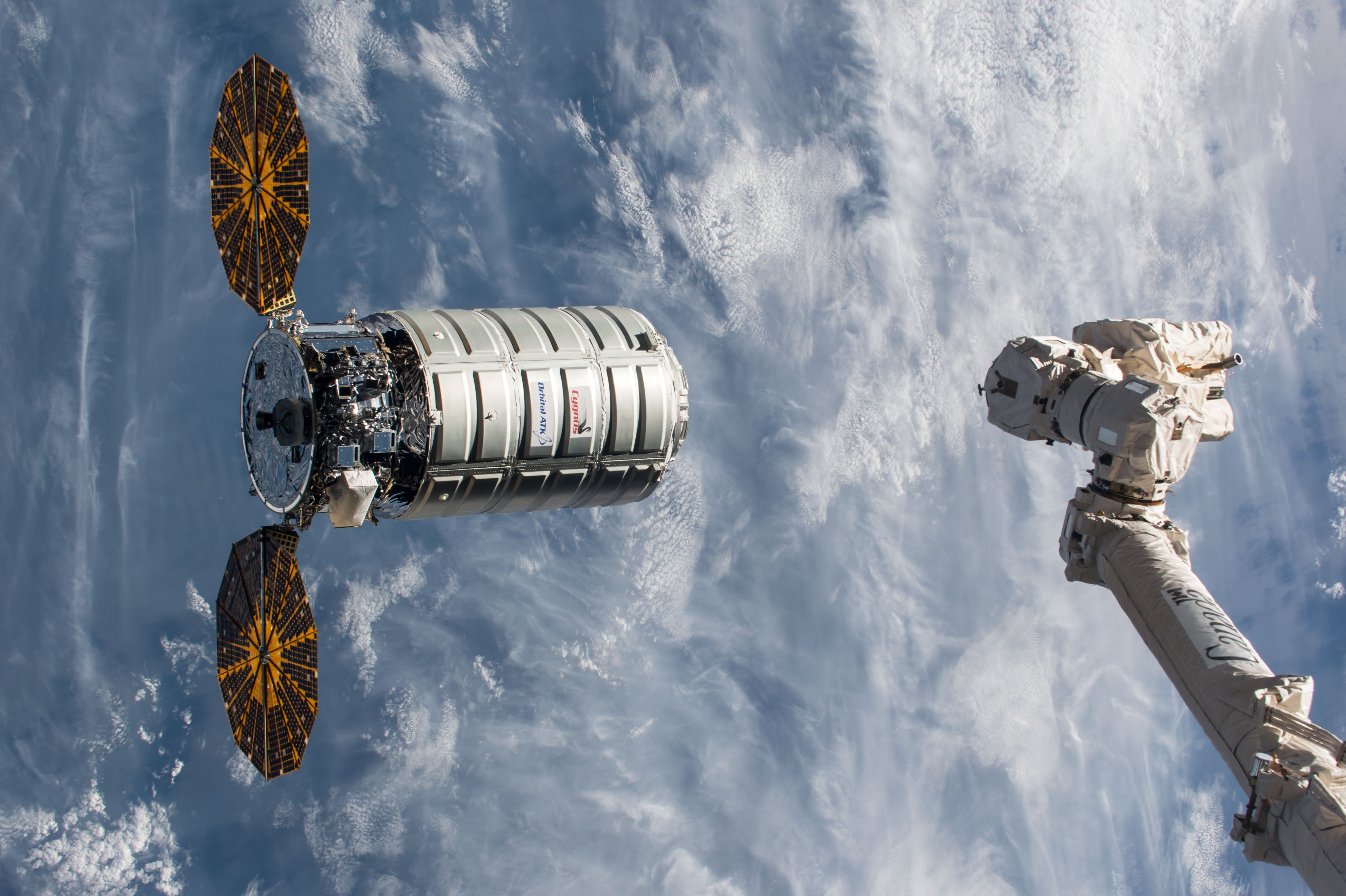